# Folke och Frida
Folke och Frida är en barnbok av Frida Åslund, utgiven 1925. 
Frida Åslund skrev tre självbiografiska böcker från barndomens Umeå. Den första var Folke och Frida som handlar om Frida i åldern 7-9 år. Den andra Frida i Per-Nils gården (1928) avhandlar Frida i 10-årsåldern och i den tredje Tiden går (1932) berättar Åslund om sina äventyr i åldern 12-15 år. 
Folke och Frida utkom i flera nya upplagor, den senaste 2008. 